# Marko Brainović
Marko Brainović (Spalato, 17 luglio 1920 – Vienna, 16 ottobre 2010) è stato un pallanuotista jugoslavo, vincitore di una medaglia d'argento all'olimpiade di Helsinki 1952.